# Downdetector
Downdetector是一个在线平台，能为用户提供各种网站状态的实时信息。
该网站基于用户的报告來提供应用故障的信息，这些故障报告是该網站通過各种渠道收集而來。網站還會在地图上显示报告应用故障的位置，地图上方还显示哪些城市有報告故障。
Downdetector由Tom Sanders和Sander van de Graaf于2012年4月創辦。2018年8月，Downdetector被Speedtest.net的運營方Ookla收购。